# طويل (ورزقان)
طويل هي قرية في مقاطعة ورزقان، إيران. عدد سكان هذه القرية هو 112 في سنة 2006.